# 斯考希根 (緬因州普查規定居民點)
斯考希根（英語：Skowhegan）是位於美國緬因州薩默塞特縣的一個普查規定居民點。

## 人口
根據2020年美國人口普查的數據，斯科希甘的面積為36.49平方千米，當中陸地面積為34.62平方千米，而水域面積為1.87平方千米。當地共有人口6404人，而人口密度為每平方千米175.5人。